# Brogården, Uppsala kommun
Brogården är en by i Tensta socken i norra delen av Uppsala kommun, mellersta Uppland. 1995 avgränsade SCB en småort för bebyggelsen. Till nästa småortsavgränsning 2000 hade folkmängden i området minskat till under 50 personer och småortsavgränsningen upplöstes. Vid 2015 års småortsavgränsning återfanns här åter en småort.
Byn ligger vid Vendelån, cirka 1 km väster om Tensta kyrka där SCB år 2000 avgränsade en småort namnsatt till Travenberg (Tensta kyrka). 

## Historia
Brogården var ursprungligen en del av Tensta kyrkby, vid Storskiftet delades byn upp i bydelarna Brogården, Travenberg och Norra Tensta.
Fackskolan för huslig ekonomi bedrev 1910-64 undervisning av lanthushållslärarinnor i Brogård, och där fanns också tidigare en affär. I Brogård möts länsvägarna C 701 och C 704. 

### Fotnoter
1. 1 2  Statistiska småorter 2023, befolkning, landareal, befolkningstäthet per småort, SCB, 28 november 2024, läs online.[källa från Wikidata]
2. ↑  Förändringar i antalet småorter 2010-2015, SCB, 19 december 2016, läs online, läst: 11 januari 2017.[källa från Wikidata]
3. ↑  Kodnyckel för SCB:s statistiska tätorter och småorter - Koppling mellan gammalt och nytt kodsystem, SCB, 11 november 2021, läs online.[källa från Wikidata]
4. ↑  Småorter 1995. Befolkningskoncentrationer i glesbygd Arkiverad 3 mars 2016 hämtat från the Wayback Machine.. SCB 30 juni 1997. ISSN 0082-0245. Läst 7 september 2013.
5. ↑  Småorter 2000 Arkiverad 24 september 2015 hämtat från the Wayback Machine.. SCB. 20 juni 2002. ISSN 1403-8978. Läst 7 september 2013.
6. ↑  Förändringar i antalet småorter 2010-2015, Statistiska centralbyrån, 19 december 2016.
7. ↑  Det medeltida Sverige 1:4 Tiundaland
8. ↑  Nationalencyklopedin, Multimedia plus